# Camille Lembi Zaneli
Camille Lembi Zaneli (ur. 2 kwietnia 1950 w Zongo, zm. 8 lipca 2011 w Kisangani) – kongijski duchowny katolicki, biskup diecezji Isangi w latach 2000–2011.

## Życiorys

### Prezbiterat
Święcenia kapłańskie przyjął 30 września 1979. Po święceniach pracował jako wychowawca w niższym seminarium w Lisali (1979–1980), a w latach 1980–1990 był jego rektorem. Po upływie kadencji został dyrektorem domu diecezjalnego w Lisali, zaś rok później wyjechał do Francji i rozpoczął studia pedagogiczne na stołecznym Instytucie Katolickim (ukończone w 1998). W latach 1999–2000 był proboszczem w dwóch parafiach w archidiecezji
Fort-de-France.

### Episkopat
2 czerwca 2000 został mianowany przez papieża Jana Pawła II biskupem Isangi. Sakry biskupiej udzielił mu 26 listopada tegoż roku abp Laurent Monsengwo Pasinya.
Zginął 8 lipca 2011 w katastrofie Boeinga 727 lecącego do Kisangani.